# Житный, Патрик
Патрик Житный (чеш. Patrik Žitný; родился 21 января 1999 года, Чехия) — чешский футболист, полузащитник клуба «Млада-Болеслав».

## Клубная карьера
Житный — воспитанник клуба «Теплице». 17 февраля 2018 года в матче против «Яблонца» он дебютировал в Первой лиге. 10 марта в поединке против «Злина» Патрик забил свой первый гол за «Теплице».